# Manolete
Manuel Laureano Rodríguez Sánchez, mest känd som Manolete, född 4 juli 1917 i Córdoba, Spanien, död 29 augusti 1947 i Linares, Jaén, Spanien, var en av de stora spanska tjurfäktarna (toreros) under 1940-talet. Hans död på tjurfäktningsarenan i Linares, på grund av en allvarlig stångning av tjuren Islero (Miura) i slutskedet av tjurfäktningen, förvandlade honom till en legend i efterkrigstidens Spanien.

## Biografi
Manolete var son till en torero (som också kallades Manolete) och Angustias Sánchez, mer känd som ”doña Angustias”', som tidigare varit gift med Lagartijo Chico.
Manolete som utnämndes till fjärde ”Tjurkalifen” (Califa del Toreo), anses av många som en av de största mästarna under alla tider. Han hade en rak och elegant stil, och utvecklade konsten med muletan inom  tjurfäktningen, han fäktade vänd rakt mot tjuren och lät sedan med kroppen i profil tjuren passera. Han kombinerade José Gómez «Joselito»:s rörelser med estetiken hos Juan Belmonte, som hade revolutionerat tjurfäktningen några decennier tidigare. Hans inflytande har varit stort, och hans stil har låtit sig märkas hos alla senare toreros. I  juni 1932 gjorde han en kort inpass i tjurfäktningsskolan i Bujalance (Córdoba).
Han mottog La alternativa den 2 juli 1939 på La Maestranza i Sevilla. Han bekräftade den på Las Ventas i Madrid den 12 october 1939. Han gjorde sin bästa faena mot tjuren Ratón 1944, under ”Pressens tjurfäktningsgala” på Las Ventas. Hans sista uppträdande i Madrid ägde rum den 16 juli 1947 under den traditionella Corrida de la Beneficencia (”välgörenhetsgalan”), under vilken Francisco Franco presiderade. Mot sin första tjur gör han en cirkelrörelse och under den andra stångas han av tjuren. Trots detta fortsätter han och dödar tjuren, belönas med två öron och förs till sjukstugan. Han delade affisch med Gitanillo de Triana den dag då Pepín Martín Vázquez gör succé, den som alla åskådare började se som den framtida ledaren på välgörenhetsgalan.

## Död
Den 28 augusti 1947 uppträdde han på tjurfäktningsarenan i Linares, tillsammans med Luis Miguel Dominguín och Gitanillo de Triana. Denna eftermiddag fick han ett dödligt sår av en tjur från Miura på nästan 500 kg som kallades Islero, som körde in ett av hornen i Manoletes höger höft och förstörde Scarpatriangeln. Skadan orsakade en blödning som inte kunde stoppas och matadoren avled på morgonen dagen efter. De enda fotografier som finns från tragedin togs av reportern Paco Cano "Canito". Manolete hade tänkt lämna tjurfäktningsarenorna samma år. Han begravdes den 29 augusti i ett panteon tillhörande familjen Sánchez de Puerta, nära vänner till toreron, där kroppen blev kvar något mer än fyra år, fram till den 15 oktober 1951 då kvarlevorna slutligen placerades på kyrkogården Cementerio de Nuestra Señora de la Salud i Córdoba, i ett mausoleum för Manolete, som hade uppförts av skulptören Amadeo Ruiz Olmos.
Under senare tid har en teori förstärkts att Manoletes död inte var en direkt följd av stångningen av tjuren Islero, utan en följd av en blodtransfusion med inkompatibelt blod, eller mer sannolikt, med plasma av dålig kvalitet som han fick på densamma sjukstuga där han hade fått korrekt behandling och blödningen hade stoppats. De senaste undersökningar som gjorts beträffande hans död presenterar en möjlig teori att Álvaro Domecq Díez, vän och assistent till matadoren, och Manoletes mor hindrade Lupe Sino, hans väninna, från att komma in i sjukstugan för att, där, uppfylla mästarens sista önskan: att gifta sig med henne.
I Córdoba finns två skulpturer till hans minne: en byst på Plaza de la Lagunilla, och en skulpturgrupp på Plaza del Conde de Priego, mot Santa Marina, den kyrka där toreros som Finito de Córdoba har gift sig.